# All the King’s Horses
All the King’s Horses ist eine US-amerikanische Filmkomödie aus dem Jahr 1935 nach dem gleichnamigen Musical von Frederik Herendeen und Edward Horan und dem Theaterstück Carlo Rocco von  Laurence Clark und  Max Giersberg.

## Handlung
Königin Elaine von Langenstein liebt ihren Ehemann Rudolf XIV. Das Einzige, was sie stört, ist sein Bart. Als sie ihn nach einem Jahr Ehe bittet, den Bart abzurasieren, weigert er sich. Elaine verlässt ihn. Rudolfs Bekannter, der Filmstar Carlo Rocco, überzeugt ihn, den Bart abzurasieren, um seine Ehe zu retten. Als der Bart ab ist, erkennen beide, dass sie sich wie Zwillinge ähneln. Carlo bietet dem König an, ihn für eine Weile zu vertreten.
Rudolf reist mit seinem Sekretär, dem Grafen „Peppi“ von Schlapstaat, und dessen Assistentin Fräulein Mimi, die in den König heimlich verliebt ist, nach Wien. Als Elaine in einer Zeitung das bartlose Gesicht des Königs sieht, eilt sie nach Hause. Ihr Mann, in Wahrheit sein Doppelgänger Carlo, akzeptiert zwar ihre Heimkehr, ist aber im Übrigen distanziert. Carlo tut alles, um seine Liebe zu Elaine vorzutäuschen. Elaine jedoch glaubt, der Intrigant Baron Krämer wolle sie und den König auseinanderbringen. Sie bittet Carlo, mit ihr nach Grinzing zu reisen, wo sie und Rudolf ihre Flitterwochen verbracht haben.
Carlo eilt nach Wien, um den König zu finden. In Wien hat Peppi für Carlo einen Auftritt organisiert, den dieser auch absolviert. Es bleibt gerade noch genug Zeit, mit Rudolf nach Grinzing zu fahren. Doch Carlo kann den König, der sich zur Ruhe gelegt hat, nicht finden. Er fährt nun selber nach Grinzing. Dort trifft er mit Elaine zusammen. Carlo tanzt mit ihr, bis Rudolf endlich auftaucht. Als Elaine verträumt die Augen schließt, tauschen die beiden die Plätze.

## Kritik
Andre Sennwald von der New York Times erkannte an, dass die Melodien angenehm klingen und die beiden Hauptdarsteller ihnen gerecht werden. Doch das Tempo des Filmes sei so gemächlich, dass man das Gefühl habe, er laufe rückwärts.

## Auszeichnungen
1936 wurde LeRoy Prinz in der Kategorie Beste Tanzregie für den Oscar nominiert.

## Hintergrund
Die Produktion der Paramount Pictures wurde am 13. Februar 1935 uraufgeführt.
Der Film ist einer der über 700 Produktionen der Paramount, die zwischen 1929 und 1949 gedreht wurden, und deren Fernsehrechte 1958 von Universal Pictures gekauft wurden.